# Голос життя
«Голос Життя» — громадсько-політичний і літературний місячник, орган Союзу Працюючого Селянства (СПС), лівого напряму, виходив в Ужгороді в 1929—1938 роках. Редактором був І. Белега.
Часопис публікував схвальні статті про події в УСРР та радянській устрій. У журналі виходили статті про індустріалізацію та колективізацію, публікацію друкованих видань українською мовою. Оскільки видання було розраховано на селян, то публікувалися й поради з сільського господарства. На шпальтах часопису виходили художні твори Михайла Коцюбинського, Остапа Вишні.
Редакція «Голосу життя» позиціонувала себе захисниками українського селянства, противниками чехізації Закарпаття.
У 1932—1934 роках редактором газети був комуніст Юрій Сікура.